# Фружин (връх)
 Тази статия е за върха в Антарктика.  За българския княз вижте Фружин.  
Фружин (78°50′27″ ю. ш. 84°16′40″ з. д. / 78.840833° ю. ш. 84.277778° з. д.) е връх, разположен на 1420 m н.в. в Петварските възвишения, хребета Сентинел, Антарктика. Получава това име в чест на българския княз и пълководец Фружин през 2011 г.

## Описание
Върхът се намира на 8,02 km източно от връх Марзе, 6,04 km на юг-югоизток от връх Милър, 5,83 km на запад-югозапад от връх Малкоч и 9,5 km северозападно от рид Маунтинвю. Издига се над ледниците Хъдман на запад и Кери на изток.

## Картографиране
Американско картографиране на върха от 1961 и 1988 г.

## Карти
- Vinson Massif. Scale 1:250 000 topographic map. Reston, Virginia: US Geological Survey, 1988.